# Museu da Terra de Miranda
O Museu da Terra de Miranda localiza-se na cidade de Miranda do Douro, Trás-os-Montes, Portugal.
O museu está instalado no edifício seiscentista que foi a antiga Câmara Municipal de Miranda do Douro.

## História
Foi fundado em 1982 pelo Padre António Mourinho. Está situado no centro histórico da cidade de Miranda do Douro, na Praça D. João III, na antiga Domus Municipalis, edifício monumental do século XVII que serviu de Câmara e Cadeia Municipal até à década de 1970. No seu interior está exposto um acervo museológico variado que nos transmite o que foi, e ainda hoje é, a vida rústica e a cultura dos povos da Terra de Miranda, desde os tempos pré-históricos aos nossos dias.
A tutela do museu pertence à Museus e Monumentos de Portugal E.P.E.

## Colecções e Património
O Museu expõe colecções de carácter cultural, etnográfico e artístico desta região; recolhe uma amostra da vida dos povos da Terra de Miranda, mas toda a região é um Museu vivo, de características únicas e cultura própria, bem expressas na língua da nossa gente (o mirandês), nas danças e na música, no teatro e na religiosidade popular, na gastronomia, nas formas de economia e na maneira de ser deste povo que vive do campo e da pecuária.
O museu propõe de maneira permanente una etnografia da Terra de Miranda, colecções de trajes mirandeses e instrumentos usados na sua produção, alfaias agrícolas e máscaras.